# Redon (plaats)
Redon is een gemeente in het Franse departement Ille-et-Vilaine, in Bretagne. Redon is het bestuurscentrum van het kanton Redon en het arrondissement Redon. De stad telde op 1 januari 2019 9.287 inwoners.
De belangrijkste bezienwaardigheid is de voormalige Abdij Saint-Sauveur. In het centrum zijn vakwerkhuizen uit de 16e tot de 18e eeuw en de (pak)huizen van rijke reders uit de 17e en 18e eeuw. Redon was een belangrijke rivierhaven.
Er ligt het station Redon.

## Geschiedenis
Tot 832 is er weinig informatie bekend over de stad, maar de naam van de stad schijnt te zijn afgeleid van de Gallo-Romeinse naam voor een nederzetting Riedones. Een andere theorie luidt dat de naam is afgeleid van het Keltische woord roton dat een oversteekplaats van een rivier aanduidt.
In 832 heeft Conwoin, een Bretonse monnik, met de hulp van de Karolingische keizer Lodewijk de Vrome het klooster Saint-Sauveur gesticht. Tussen 842 en 853 werd een eerste stenen kerk gebouwd. Tegenwoordig bestaan nog steeds documenten van dit klooster uit die tijd. De benedictijner abdij werd een van de rijkste van Bretagne. In de 11e eeuw werd begonnen met de bouw van een nieuwe, grotere abdijkerk. De romaanse toren werd gebouwd in de 12e eeuw. In de 14e eeuw werd een gotische toren gebouwd. In de 17e eeuw werd een nieuw klooster gebouwd. In die tijd was kardinaal de Richelieu commendataire abt van Saint-Sauveur. In 1780 ging een deel van de abdijkerk verloren in een brand.
De plaats ontwikkelde zich rondom het klooster en werd een zelfstandige parochie. Redon profiteerde van de handel doordat het aan de rivieren Vilaine en Oust ligt. Zeeschepen konden de rivier opvaren tot de stad waar hun lading werd gelost of overgeladen op rivierboten. Zo werd het een belangrijke doorvoerhaven naar Rennes. In de 14e eeuw liet abt Jean de Tréal een stadsmuur bouwen met daarin drie poorten. Deze stadsmuur werd later versterkt met bastions.
In de 19e eeuw werden de kanalen Nantes-Brest en Ille-et-Rance gegraven en in de stad werd in 1836 een dok gegraven. Zo werd de stad een knooppunt voor het vrachtvervoer over water. In 1862 werd Redon ook aangesloten op het spoorwegnetwerk. Hierdoor vestigde zich industrie in de stad.

## Geografie
De oppervlakte van Redon bedraagt 15,09 km², de bevolkingsdichtheid is 615 inwoners per km² (per 1 januari 2019).
De Vilaine en de Oust stromen door de gemeente.
De onderstaande kaart toont de ligging van Redon met de belangrijkste infrastructuur en aangrenzende gemeenten.

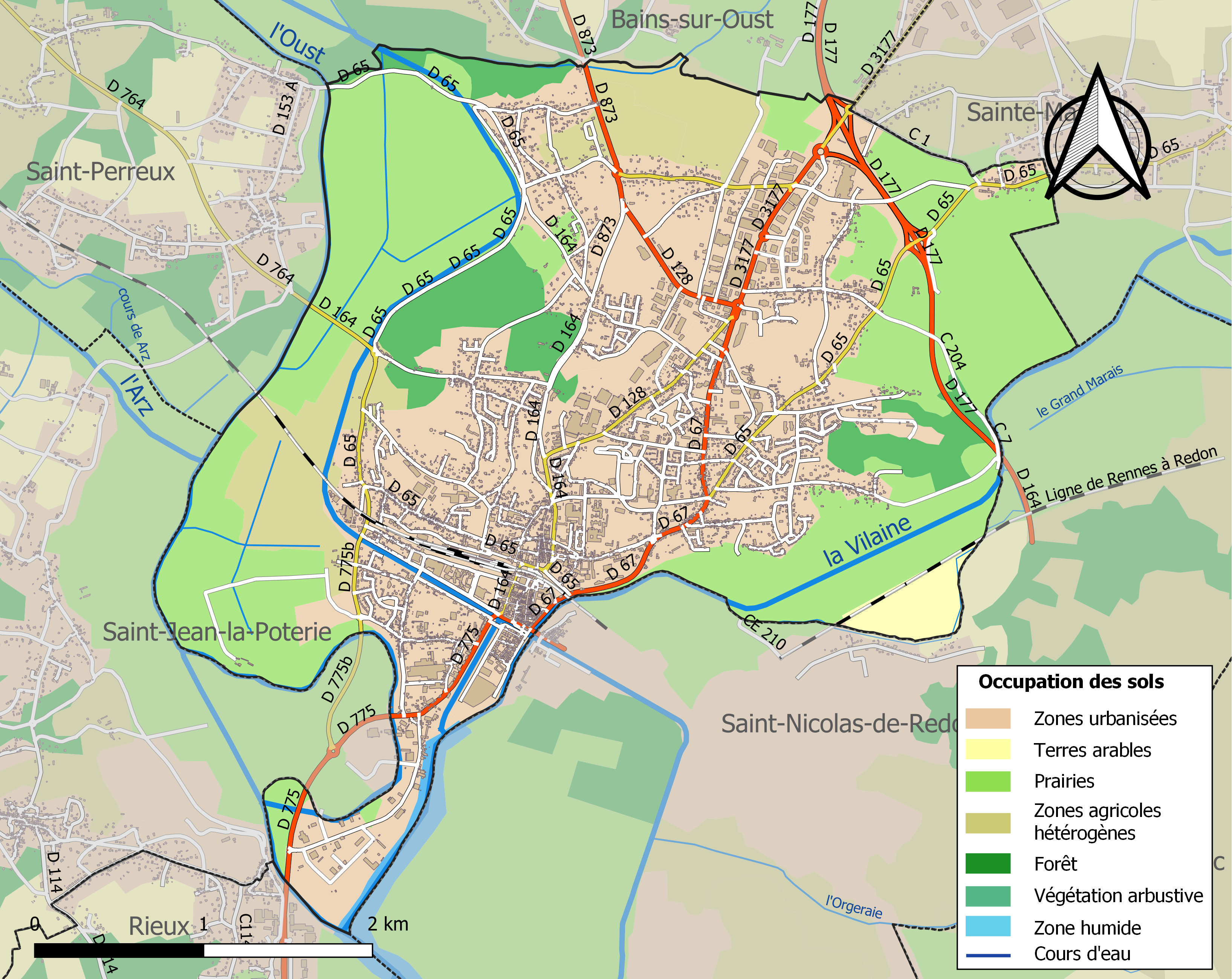

## Demografie
Onderstaande figuur toont het verloop van het inwoneraantal van Redon vanaf 1962.
bron: Frans bureau voor statistiek. 

Deze cijfers zijn het inwoneraantal volgens de definitie ´population sans doubles comptes´, zie de gehanteerde definities.

## Sport

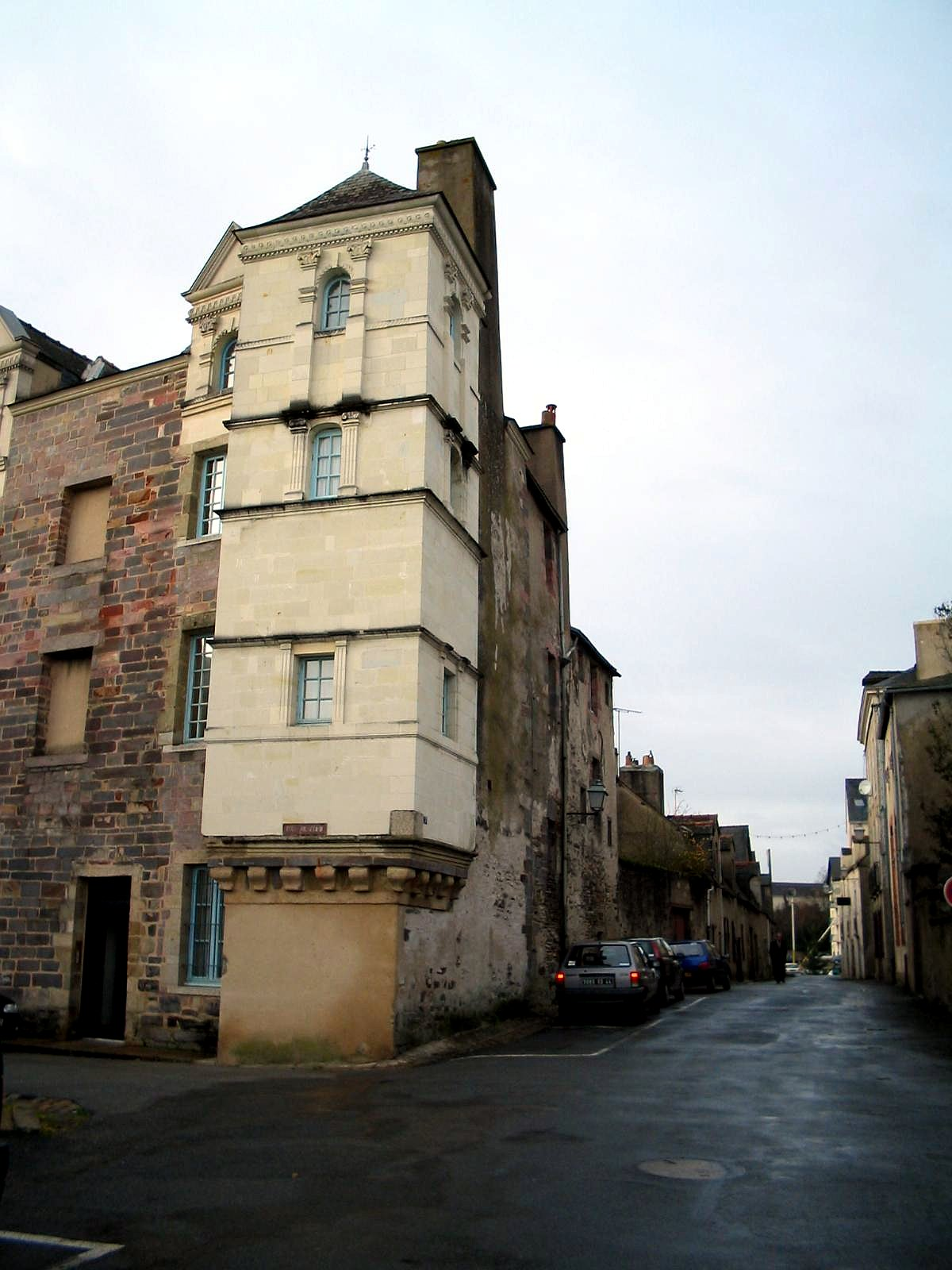
Straat in Redon

Redon was twee keer etappeplaats in de wielerkoers Ronde van Frankrijk. In 2011 won de Amerikaan Tyler Farrar er in de massasprint een etappe. In 2021 startte er de vierde etappe naar Fougères.

## Geboren
- Louis Marie Levesque de Laferrière (1776-1834), generaal
- Joseph Lambert (1824-1873), avonturier
- Arthur Bernède (1871-1937), schrijver
- Nadia Sibirskaïa (1900-1980), actrice